# Любитель (фотоапарат)

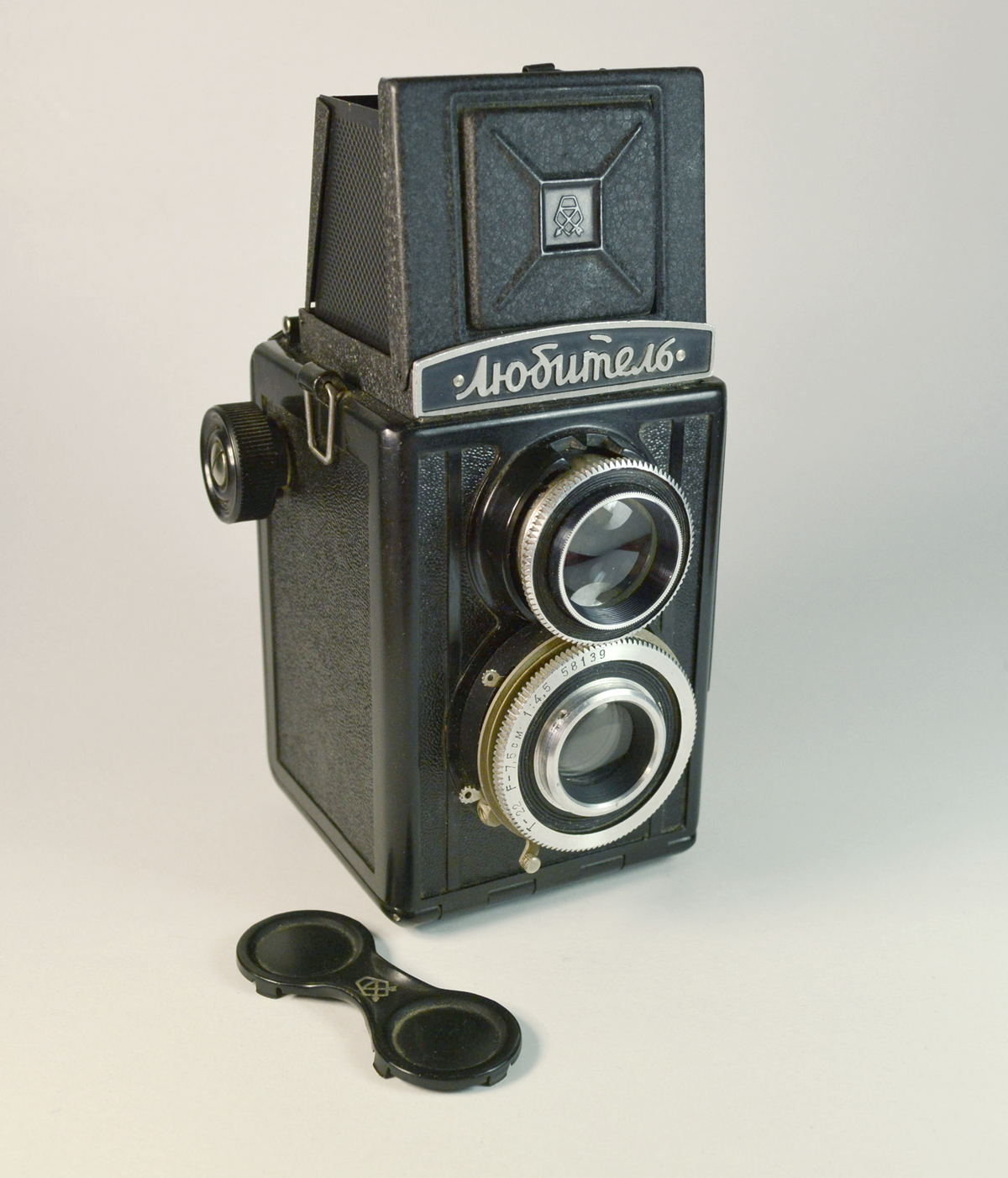
Фотоапарат «Любітєль» 1950—1956 роки

«Любітєль» (рос. Любитель) — середньоформатний двохоб'єктивний дзеркальний фотоапарат виробництва Ленінградського заводу ГОМЗ (ЛОМО), період випуску 1950—1956 роки.
Був розроблений на базі довоєнних німецьких камер Voigtländer Brilliant.
Призначався для фотографів аматорів.
Фотоапарату «Любітєль» передувала двохоб'єктивна камера «Комсомолєц» (копія Voigtländer Brilliant 1932 р.), у якої також був дзеркальний видошукач, але фокусування виконувалось тільки за шкалою відстані (1946—1951).

## Конструкція фотоапарата

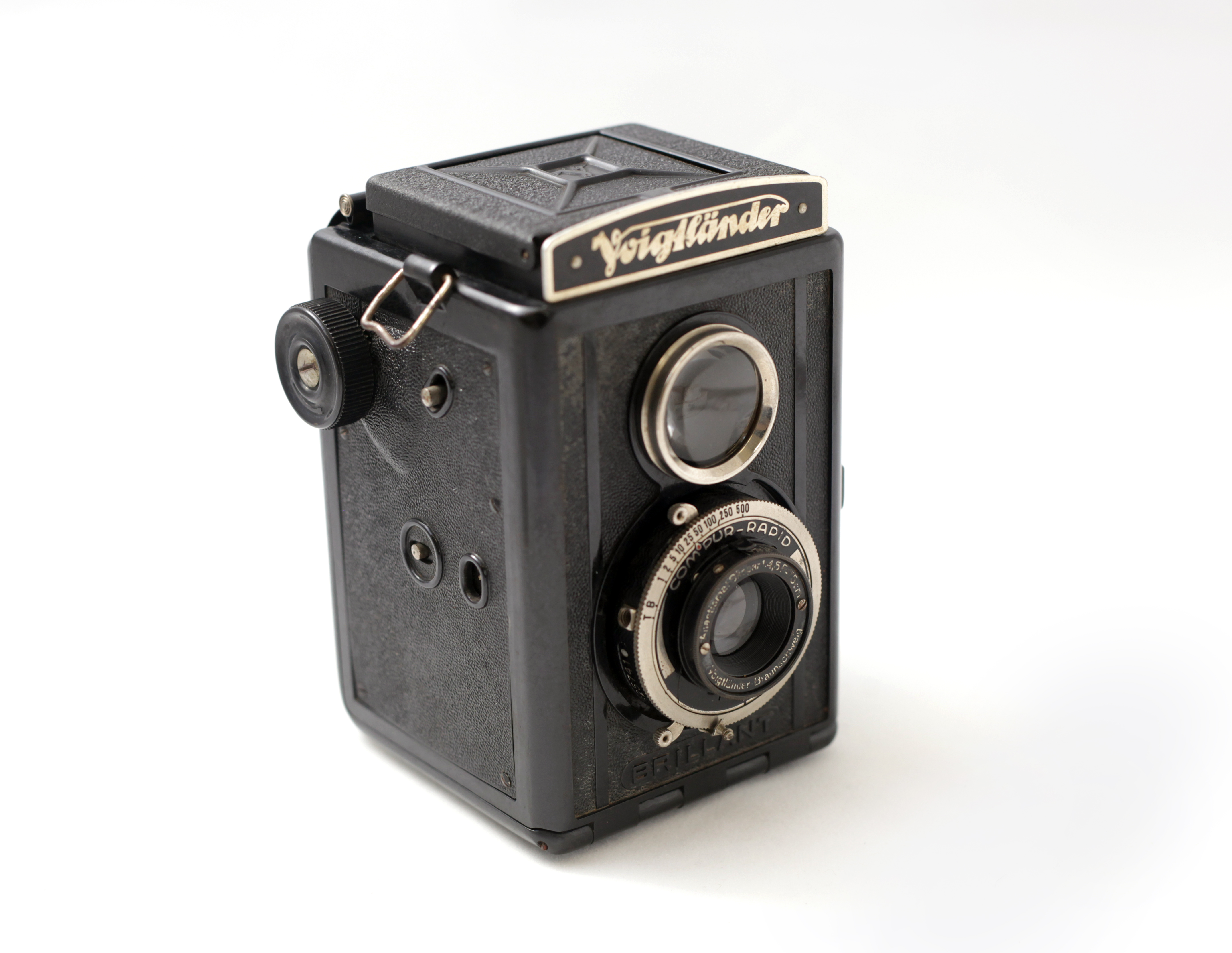
Voigtländer Brilliant 1939 р., прототип фотоапарата «Любитель»

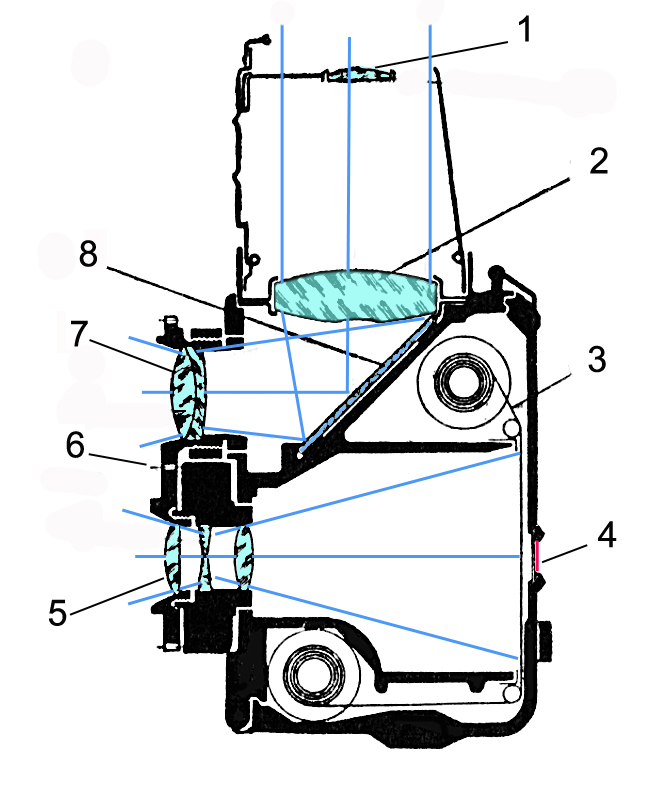
Схема фотоапарата «Любитель-2»:
1 -лупа; 2- лінза видошукача; 3-фотоплівка; 4-віконце контролю кадрів на відкидній стінці камери;
5- об'єктив камери та затвор; 6-контактна точка зубців об'єктивів; 7-об'єктив видошукача; 8-дзеркало

Фотоапарат «Любитель» — плівкова двооб'єктивна дзеркальна фотокамера.
Наведення на різкість з дзеркальним відбиттям на матовому склі здійснюється об'єктивом видошукача, який кінематично пов'язаний із головним об'єктивом плівки.
Фотоапарат оснащено трилінзовим об'єктивом «Т-22» («Триплет») 4,5 / 75 з центральним затвором (ЗТ-5, трипелюстковий), що забезпечував витримки в інтервалі від 1/10 до 1/200 сек. та «В». Об'єктив видошукача — однолінзовий 2,8 / 75.
Фотоматеріалом були неперфоровані фотоплівки типу 120 з форматом кадру 6 × 6 см (12 кадрів на плівці).
Лічильник кадрів відсутній, підрахунок виконувався візуально через отвір в задній кришці фотоапарата, забраного червоним фільтром. Кадрі були позначені цифрами на світлонепроникні паперовій підкладці плівки.
З лівого боку корпусу камери був спеціальний відсік з кришкою для світлофільтрів об'єктива, у верхній частині вмонтовано два кріплення для шийного ременя.
Корпус фотоапарата виконувався з бакеліту з рифленою поверхнею.
На верхній площині фотоапарата вмонтована металева кришка дзеркального видошукача з лупою. При розкритті кришки утворювалась світлозахисна шахта фокусувального екрану видошукача.
У верхній частині передньої стінки камери, над об'єктивом, встановлено декоративний шильдик з каліграфічним надписом «Любитель».
Характеристики фотоапарата «Любитель»:
- Тип фотоматеріалу — плівка типу 120 (12 кадрів).
- Розмір кадру — 6 × 6 см.
- Основний об'єктив -Триплет «Т-22» 4,5 / 75, трилінзовий просвітлений, діафрагмування об'єктива до f / 22.
- Об'єктив видошукача — однолінзовий 2,8 / 75, механічно пов'язаний зі об'єктивом плівки, фокусування відбувається одночасно синхронно.
- Діапазон фокусування — від 1,3 м до нескінченності.
- Корпус — пластмасовий, з відкидною задньою стінкою.
- Видошукач — світлозахисна шахта, в центрі фокусувального екрану знаходиться матове коло. Для полегшення фокусування застосовується відкидна лупа. Шахта може трансформуватись в рамковий видошукач.
- Затвор — центральний міжлінзовий, витримка 1/10, 1/25, 1/50, 1/100, 1/200 та «В».
- Зведення затвора і перемотування плівки — роздільні.
- Синхроконтакт і автоспуск відсутні.
- Різьба гнізда штатива — 3/8 дюйма.
- Габарити 95 × 90 × 125 мм
- Вага - 570г.
- Вироблено 1 361 110 шт.

## Особливості користування
Для виконання зйомки фотограф розкривав світлозахисну шахту дзеркального видошукача та обертанням кільця головного об'єктива яке зубчатою передачею механічно пов'язане з об'єктивом видошукача встановлював чітке зображення на фокусовальному екрані. При цьому фотограф дивився вертикально вниз в камеру, перпендикулярно до об'єкту зйомки.
Також можливим було скористатися рамковим видошукачем, для чого було потрібно, попередньо розкривши шахту, відхилити всередину стінку передньої кришки. Через створену рамку можна було прямо дивитись на об'єкт зйомки. Наведення різкості в такому випадку встановлювалось в метрах, по шкалі об'єктива.
У камері був відсутній механізм блокування повторної зйомки на той самий кадр, тому потрібно було завжди стежити за перемотуванням плівки після спуску затвора.

## Подальші модифікації
З 1955 року до середини 1960-х вироблявся фотоапарат «Любітєль-2» який відрізнявся від попередньої моделі наявністю автоспуску та синхроконтакту для лампи спалаху, згодом у 1959 році в ній був змінений ряд витримок — 1/15, 1/30, 1/60, 1/125, 1/250 та «В».

Зовнішній вигляд не змінено, деякі варіанти моделей відрізняються написанням назви. Було вироблено 2 232 245 шт. камер «Любітєль-2».

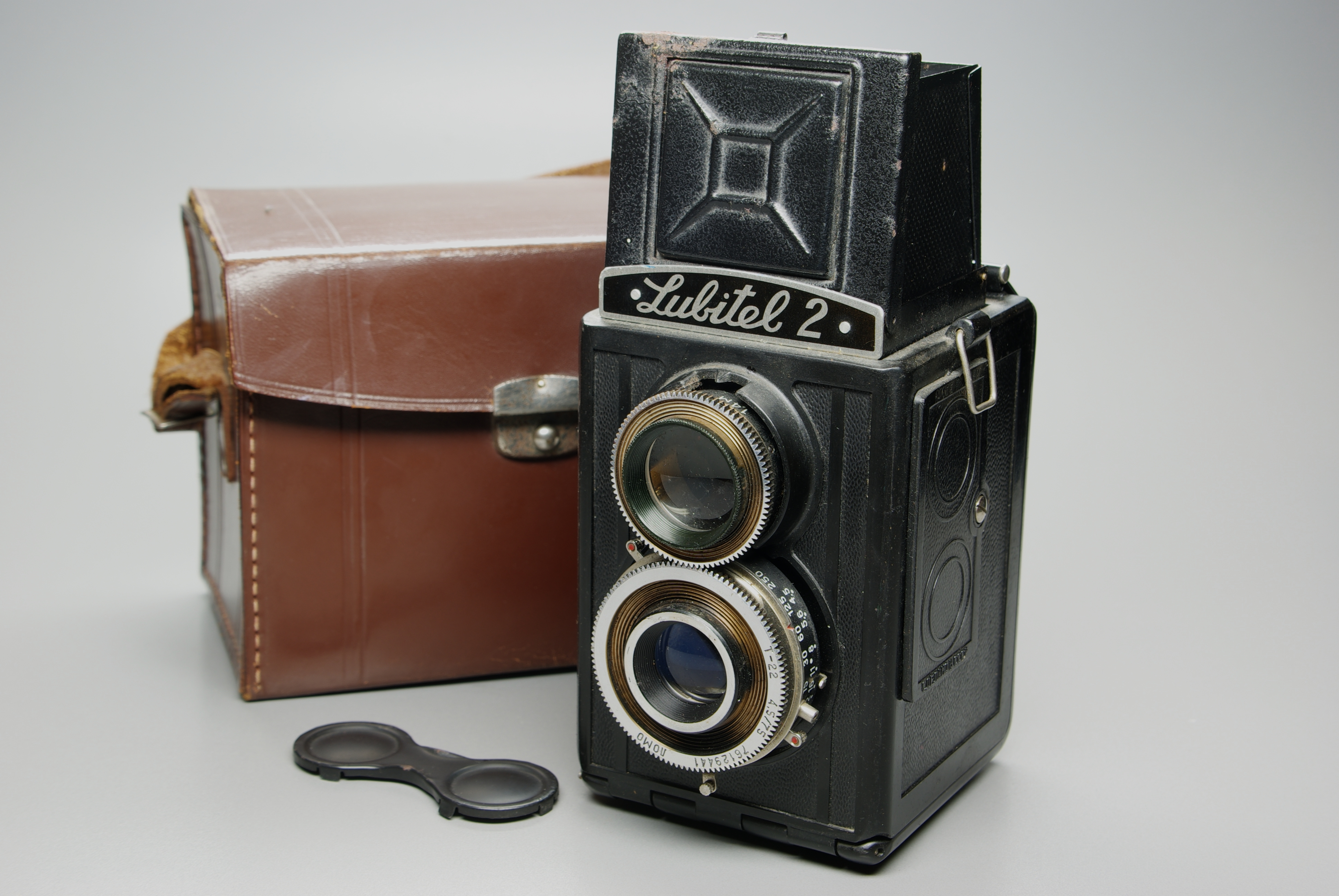
Фотоапарат «Любитель-2» 1955 рік.

З 1976 по 1981 рік випускалась осучаснена модель «Любітєль-166»
Окрім оновлення зовнішнього вигляду, було встановлено механізм блокування затвора від повторного експонування, лічильник кадрів, зручну клавішу спуску затвора. Але на той час фотоапарат такого типу вже був не актуальним.

## Застосування
Камери «Любитель», «Любитель-2» були не дорогими доступними фотоапаратами в СРСР. Завдяки ним багато аматорів
мали можливість займатись фотографією.
Вони були популярні (в 1950-х — початку 1960–х років) в шкільних фотогуртках, в приватному користуванні.
Широкий формат плівки давав можливість друкувати фотографії розміром 6х6 сантиметрів контактним способом без фотозбільшувача.